# Caicasa (Fatubossa)
Caicasa (Kaikasa, Caicassa) ist eine osttimoresische Aldeia im Suco Fatubossa (Verwaltungsamt Aileu, Gemeinde Aileu). 2015 lebten in der Aldeia 292 Menschen.

## Geographie und Einrichtungen
Caicasa liegt im Süden des Sucos Fatubossa. Südwestlich liegt die Aldeia Erhetu, nordwestlich die Aldeia Urhua, nordöstlich die Aldeia Coulau und östlich die Aldeia Hoholete. Die Westgrenze bildet der Daisoli, ein Nebenfluss des Nördlichen Laclos. Im Süden grenzt Caicasa an die Gemeinde Ainaro mit ihrem Suco Liurai (Verwaltungsamt Maubisse).
Die von Norden kommende Straße teilt sich im Zentrum beim Ort Sicate. Die östliche Straße führt nach Süden nach Liurai, die westliche in Richtung Erhetu. In Sicate steht die Grundschule Sicate (portugiesisch Escola Básico Sicate).

## Politik
2023 wurde Antonio da Silva zum Chefe de Aldeia gewählt.